# Канента
Канента (лат. Canens; Співоча) — персонаж римської міфології, німфа з Лаціуму, уособлення пісні.
Вона була дочкою Януса і Венілії. Її чоловіком був Пік, бог лісів та полів. За допомогою пісні Канента могла рушити скелі, приборкувати звірів та зупиняти течію річки. 
Під час полюваня Пік зустрів чарівницю Кірку. Вона обернула його на дятла за те, що він зневажив її кохання. Канента шукала свого чоловіка впродовж шести днів, а потім зупинилася біля річки Тибр. Там вона заспівала свою останню пісню і розтанула у повітрі. Місцина, де співала Канента, отримала назву Співочої.